# Seven de China 2002
El Seven de China de 2002 fue la segunda edición del torneo de rugby 7, fue el sexto torneo de la temporada 2001-02 de la Serie Mundial Masculina de Rugby 7.
Se disputó en la instalaciones del Chaoyang Sports Centre de Pekín.

## Fase de grupos

### Grupo A
| Equipo        | Encuentros | Encuentros | Encuentros | Encuentros | Tantos  | Tantos    | Tantos     | Puntos |
| Equipo        | jugados    | ganados    | empatados  | perdidos   | a favor | en contra | diferencia | Puntos |
| ------------- | ---------- | ---------- | ---------- | ---------- | ------- | --------- | ---------- | ------ |
| Nueva Zelanda | 3          | 3          | 0          | 0          | 76      | 19        | 57         | 9      |
| Argentina     | 3          | 1          | 0          | 2          | 66      | 73        | −8         | 5      |
| Corea del Sur | 3          | 1          | 0          | 2          | 62      | 80        | −18        | 5      |
| Japón         | 3          | 1          | 0          | 2          | 52      | 83        | −31        | 5      |

Nota: Se otorgan 3 puntos al equipo que gane un partido, 2 al que empate y 1 al que pierda

### Grupo B
| Equipo     | Encuentros | Encuentros | Encuentros | Encuentros | Tantos  | Tantos    | Tantos     | Puntos |
| Equipo     | jugados    | ganados    | empatados  | perdidos   | a favor | en contra | diferencia | Puntos |
| ---------- | ---------- | ---------- | ---------- | ---------- | ------- | --------- | ---------- | ------ |
| Samoa      | 3          | 2          | 0          | 1          | 76      | 24        | 52         | 7      |
| Inglaterra | 3          | 2          | 0          | 1          | 57      | 15        | 42         | 7      |
| Canadá     | 3          | 2          | 0          | 1          | 51      | 42        | 9          | 7      |
| Hong Kong  | 3          | 0          | 0          | 3          | 12      | 115       | −103       | 3      |

### Grupo C
| Equipo       | Encuentros | Encuentros | Encuentros | Encuentros | Tantos  | Tantos    | Tantos     | Puntos |
| Equipo       | jugados    | ganados    | empatados  | perdidos   | a favor | en contra | diferencia | Puntos |
| ------------ | ---------- | ---------- | ---------- | ---------- | ------- | --------- | ---------- | ------ |
| Fiyi         | 3          | 3          | 0          | 0          | 108     | 31        | 77         | 9      |
| Australia    | 3          | 2          | 0          | 1          | 106     | 19        | 87         | 7      |
| Francia      | 3          | 1          | 0          | 2          | 61      | 86        | −25        | 5      |
| China Taipéi | 3          | 0          | 0          | 3          | 12      | 151       | −139       | 3      |

### Grupo D
| Equipo         | Encuentros | Encuentros | Encuentros | Encuentros | Tantos  | Tantos    | Tantos     | Puntos |
| Equipo         | jugados    | ganados    | empatados  | perdidos   | a favor | en contra | diferencia | Puntos |
| -------------- | ---------- | ---------- | ---------- | ---------- | ------- | --------- | ---------- | ------ |
| Sudáfrica      | 3          | 3          | 0          | 0          | 111     | 10        | 101        | 9      |
| Estados Unidos | 3          | 2          | 0          | 1          | 53      | 59        | −6         | 7      |
| Gales          | 3          | 1          | 0          | 2          | 48      | 57        | −9         | 5      |
| China          | 3          | 0          | 0          | 3          | 26      | 112       | −86        | 3      |

## Fase Final

### Cuartos de final
| 17 de marzo | Nueva Zelanda | 40 - 7 | Estados Unidos |  |  |

| 17 de marzo | Fiyi | 28 - 14 | Inglaterra |  |  |

| 17 de marzo | Sudáfrica | 33 - 12 | Argentina |  |  |

| 17 de marzo | Australia | 17 - 12 | Samoa |  |  |

### Semifinal
| 17 de marzo | Nueva Zelanda | 35 - 12 | Fiyi |  |  |

| 17 de marzo | Sudáfrica | 19 - 12 | Australia |  |  |

### Final
| 17 de marzo | Nueva Zelanda | 41 - 14 | Sudáfrica |  |  |

| Bandera de Nueva Zelanda |
| Campeón Nueva Zelanda    |
| 3º título del circuito   |